# محمد فريرة
محمد فريرة هو باي المدية وحاكم بايلك التيطري ضمن أيالة الجزائر في العهد العثماني. تسلم الحكم سنة 1770 وخلفه فيما بعد صفرة باي. تزوج من اخته لالة عيشوش سلطان المغرب مولاي يزيد